# Spoorlijn La Guerche-sur-l'Aubois - Marseille-lès-Aubigny
De spoorlijn La Guerche-sur-l'Aubois - Marseille-lès-Aubigny is een Franse spoorlijn van La Guerche-sur-l'Aubois naar Marseilles-lès-Aubigny. De lijn is 17,6 km lang en heeft als lijnnummer 681 000.

## Geschiedenis
De lijn werd geopend door de Société générale des chemins de fer économiques op 23 juli 1906 op meterspoor. In 1933 ging de concessie over op de Compagnie du chemin de fer de Paris à Orléans die in 1936 de lijn van een derde spoor voorzag, ingericht voor normaalspoor. 
Personenvervoer op de lijn heeft altijd gebruik gemaakt van meterspoor. Tussen 1 januari 1935 en 1939 was er geen personenvervoer en op 1 augustus 1948 werd het definitief opgeheven, tegelijk met de opbraak van het meterspoor. Goederenvervoer was er tot 2021 ten behoeve van de cementfabriek in Beffes.

## Aansluitingen
In de volgende plaats is er een aansluiting op de volgende spoorlijn:
La Guerche-sur-l'Aubois
RFN 690 000, spoorlijn tussen Vierzon en Saincaize